# روضةالصفای ناصری
تاریخ روضةالصفای ناصری کتابی از رضاقلی خان هدایت که در ادامه کتاب روضةالصفا اثر میرخواند نوشته شده و شامل وقایع دوران صفویان، افشاریان، زندیان و قاجاریان تا سال ۱۲۷۳ قمری است.